# Phragmoscutella abchasica
Phragmoscutella abchasica är en svampart som beskrevs av Woron. & Abramov 1927. Phragmoscutella abchasica ingår i släktet Phragmoscutella, klassen Dothideomycetes, divisionen sporsäcksvampar och riket svampar.   Inga underarter finns listade i Catalogue of Life.